# Вакцинація проти COVID-19 в Об'єднаних Арабських Еміратах
Вакцинація проти COVID-19 в Об'єднаних Арабських Еміратах — це кампанія масової імунізації населення Об'єднаних Арабських Еміратів проти COVID-19 під час пандемії коронавірусної хвороби. Вакцинація в країні розпочалась у грудні 2020 року після екстреного схвалення вакцини Sinopharm BIBP.
Міністерство охорони здоров'я та профілактики ОАЕ схвалило 6 вакцин проти COVID-19; зокрема: Sinopharm BIBP, Pfizer-BioNTech, Спутник V, Oxford–AstraZeneca, Moderna та Sinopharm CNBG.

## Передумови
COVID-19 — це інфекційне захворювання, спричинене коронавірусом SARS-CoV-2. Перший випадок хвороби був виявлений в місті Ухань у провінції Хубей в КНР. У січні 2020 року в Об'єднаних Арабських Еміратах були зареєстровані перші випадки COVID-19.

### Схвалення вакцин
Об'єднані Арабські Емірати видали дозвіл на екстрене використання вакцин у такі дати:
- 9 грудня 2020 року — вакцина Sinopharm BIBP.[5]
- 22 грудня 2020 року — вакцина Pfizer-BioNTech.[6]
- 21 січня 2021 року — вакцина «Спутник V».[6]
- Лютий 2021 року — вакцина Oxford–AstraZeneca.[6]
- 4 липня 2021 року — вакцина Moderna.[7]
- 27 грудня 2021 року — вакцина Sinopharm CNBG.[8]